# Gustav von Kessel (général, 1760)
Pour les articles homonymes, voir Kessel.
Gustav Friedrich Gottlob von Kessel (né le 18 novembre 1760 à Klein Ellguth, arrondissement d'Œls et mort le 18 septembre 1827 à Berlin) est un lieutenant général prussien et commandant de la maison des Invalides de Berlin.

## Biographie

### Origine
Ses parents sont Ernst Moritz von Kessel (1706-1767) et sa femme Helene Friederike, née von Tschirschky (née en 1717) de la maison de Prostram. Son père est seigneur d'Ober-Schönau et député de l'arrondissement d'Œls.

### Carrière militaire
Kessel est entré à la cour du prince Johann Carl Friedrich zu Carolath-Beuthen (de) en tant que page  en 1770. Avant cela, il est entré au service prussien et rejoint le régiment d'infanterie "von Stechow" en tant que caporal le 12 février 1776. Avec ce régiment, il participe à la guerre de Succession de Bavière. Lors d'une parade, il attire l'attention du Roi par sa taille et est donc transféré au 1er bataillon de la Garde. Kessel y est promu sous-lieutenant jusqu'en novembre 1787. Dans la guerre de la première coalition, il participe aux sièges de Mayence et de Landau ainsi qu'à la bataille de Trippstadt. Le 21 février 1795, il est promu premier lieutenant.
En tant que capitaine d'état-major, il est initialement le chef de la compagnie du Corps et est nommé commandant de compagnie le 1er mars 1799 avec la promotion de capitaine. Le 9 octobre 1800, il est promu major. Lors de la guerre de la Quatrième Coalition, Kessel combat dans la bataille d'Iéna, effectue la retraite vers Prenzlau, où il est capturé et rendu inactif. Le 23 avril 1807, il est échangé et rejoint la Garde réorganisée. Le 18 mars 1808, il est nommé commandant du 1er régiment à pied de la Garde. Dans cette fonction, il atteint le rang de lieutenant-colonel en mai 1809, et pour avoir réussi à former les nouveaux gardes, il reçoit une dotation de 1000 thalers le 15 juillet 1811. Le 8 février 1812, Kessel est élevé au rang de colonel avec un brevet daté du 20 février 1812. Le 20 janvier 1813, il est relevé de son poste de commandant de régiment et affecté aux affaires en tant que commandant de Potsdam avec un salaire de 2 000 thalers.
Le 17 février 1813, il est promu général de division. Le 7 mars 1813, Kessel est chargé de former vingt bataillons de réserve, et le 1er juillet 1813, il reçoit une autre commission, cette fois pour quatre bataillons de réserve en Haute-Silésie. Il devient également inspecteur de huit bataillons de garnison et, le 16 septembre 1813, commandant de Breslau. Il est ensuite réaffecté comme commandant de Potsdam le 28 août 1814. Enfin, le 2 décembre 1815, il devient inspecteur de la Landwehr dans le département gouvernemental de Breslau. En reconnaissance de ses services, Kessel reçoit la croix de fer sur ruban blanc le 5 mars 1816. Il est également promu lieutenant général le 30 mars 1817 et nommé commandant de la maison des Invalides de Berlin le 6 mai 1819. Pour cela, il reçoit du roi une allocation de 2000 thalers. La maison a beaucoup souffert pendant les guerres napoléoniennes et Kessel entreprend de la restaurer ; pour cela, il reçoit 5500 thalers du roi. En 1825, il reçoit également la croix de service et le 28 février 1826, l'Ordre de l'Aigle rouge de 1re classe avec feuilles de chêne. Il est mort le 18 septembre 1827 à Berlin et est enterré au cimetière des Invalides.

### Famille
Il épouse le 28 mars 1799 à Potsdam, Angelike Schock (1778-1857), fille du directeur Schock. Le couple a plusieurs enfants :
- Auguste Johann Albertine (1800-1872) Albert von Othegraven (de) (1798-1866), major général prussien
- Adolf Wilhelm Gustav (1803-1813)
- Emil Friedrich Moritz (1804-1870), major général prussien marié en 1844 avec Julie Elisa von und zum Canstein (1808-1895), veuve von Buddenbrock (de), parents du colonel général Gustav von Kessel
- Pauline Angelika Felicia (1805-1874) mariée avec Hermann von Blankenburg (mort en 1854) à Zimmerhausen et Küssow
- Hélène Charlotte Luise (1810-1890), chanoinesse à Ballenstedt am Harz
- Gustav Ernst Ferdinand Ludwig (1811-1885), major du 1er régiment à pied de la Garde marié avec Antonie Emma Caroline von Schlicht (né en 1830)
- Marianne Luise Wilhelm (né en 1812) mariée en 1842 avec le comte Karl Ludwig August Franz von der Osten (1803-1895), seigneur de Plathe (arrondissement de Regenwalde (de))
- Adolfine Friederike Alexandrine Wilhelmine (né en 1815) mariée avec Otto Heinrich Julius von Rohr (mort en 1845) à Hohenwulsch (arrondissement de Stendal), parents de Kurt von Rohr (de)
- Guillaume Gustav Adolf (1816-1826)
- Bernhard Alexander Heinrich (1817-1882), général d'infanterie prussien marié en 1866 avec Magarethe Bodine von Kessel (1848-1878)